# Alfa Romeo și Julieta
Alfa Romeo și Julieta (titlul original: în maghiară Alfa Rómeó és Júlia) este un film de comedie romantică maghiar, realizat în 1969 de regizorul Frigyes Mamcserov, protagoniști fiind actorii Éva Ruttkai, Zoltán Latinovits, Andor Ajtay, Attila Nagy. 

## Rezumat
Vili și Júlia se întâlnesc în agitația de Revelion, dar după un sărut se despart. Pe băiat îl lovește o mașină și canalul hepatic i se rupe. În spital este tratat tocmai de Julia, care îi implantează un canal hepatic din plastic. Tinerii se îndrăgostesc, dar au o suspiciune cumplită: Laci, câinele care a suferit aceeași intervenție chirurgicală, este indiferent față de cățelușe. Sunt foarte speriați, dar nu se tem doar pentru dragostea lor, ci și pentru tubul din plastic, care este invenția lui Juli. Laci oferă soluția situației tensionate când, uitând de necazurile lui, începe să zbenguie vesel cu o cokeriță spniolă, câștigătoarea unui premiu.

## Distribuție
- Éva Ruttkai – Dr. Szabó Júlia
- Zoltán Latinovits – Vili
- Andor Ajtay – Koltay Tamás, profesor
- Attila Nagy – Kázmér
- Mária Mezey –
- Marianna Moór – Vali
- Vera Szemere – Márta
- Károly Kovács –
- Sándor Tompa –
- Józsa Hacser –
- Pálma Gyimesi –
- Tamás Major – bolnavul cu capul bandajat
- Zsuzsa Csala – Zsuzsa
- Miklós Szakáts –
- János Körmendi – bolnavul
- Károly Kovalik –
- Teréz Várhegyi –
- János Horkai –
- Edit Soós – Edit, asistentă
- József Szendrõ –
- Imre Bursi –
- Miklós Csányi –
- Vali Dániel –
- Ferenc Dávid Kiss – ajutor de organizator
- Katalin Gombos –
- Endre Harkányi – organizator
- Kálmán Latabár jr. – sinucigașul
- András Komlós –
- György Kézdy –
- Éva Schubert –
- András Szigeti –
- Ottó Szokolay –
- Ilus Vay –
- József Vándor –